# Daniel Keyes
Daniel Keyes (Brooklyn, New York, 9 augustus 1927 – Florida 15 juni 2014) was een Amerikaanse sciencefictionschrijver. Hij is wereldberoemd door zijn eerste verhaal Flowers for Algernon.
Na een periode op zee als purser, een redacteurschap en werk in de modefotografie ging Keyes lesgeven in Engels aan scholen in New York. Dit was een drukke tijd: overdag gaf hij les, in de weekends schreef hij en 's avonds studeerde hij Engels en Amerikaanse literatuur. Na te zijn afgestudeerd doceerde Keyes creatief schrijverschap aan Wayne State University. In 1966 werd hij professor aan de universiteit van Ohio.
In 1960 won Keyes de Hugo Award voor het korte verhaal Flowers for Algernon. Hij herschreef het verhaal tot een roman en verdiende daarmee in 1966 de Nebula Award.
Het boek The Minds of Billy Milligan, over de eerste persoon die is vrijgesproken vanwege dissociatieve identiteitsstoornis, is aangekocht voor een filmversie The Crowded Room. Wanneer deze film uitgebracht wordt, zal ook het vervolg The Milligan Wars in boekvorm verschijnen; het is nu alleen in het Japans uitgebracht.
Keyes overleed in 2014 op 86-jarige leeftijd thuis in het zuiden van Florida aan de gevolgen van een longontsteking.